# Faustkeil von Wörleschwang

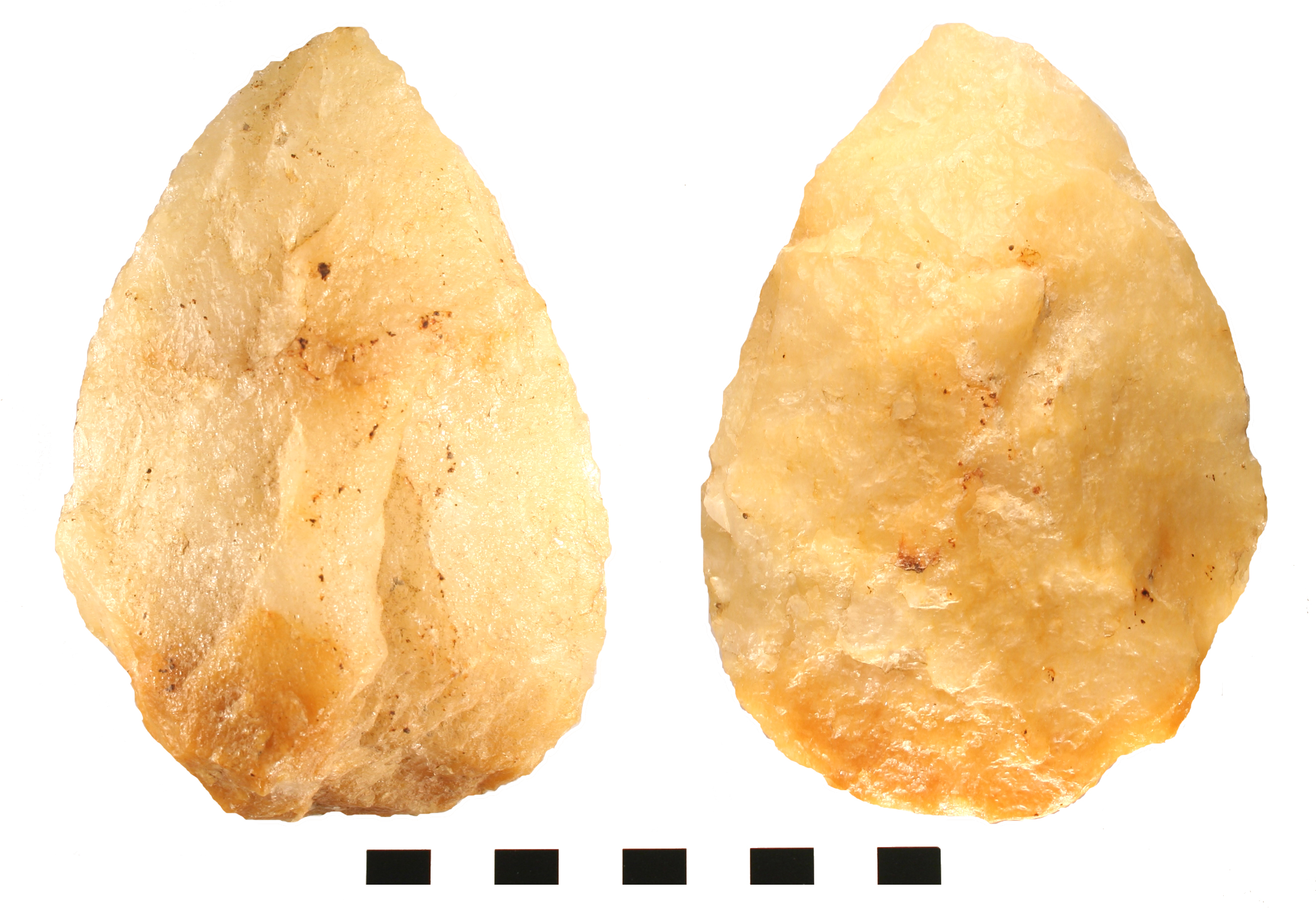
Der 2008 entdeckte Faustkeil von Wörleschwang geht wohl auf Neandertaler zurück

Der Faustkeil von Wörleschwang, auch Quarzit-Faustkeil von Wörleschwang genannt, ist das einzige Werkzeug dieser Art in Bayern, „das relativ sicher dem Riss-Komplex zugeordnet werden kann“; dies bedeutet, dass es mindestens 130.000 Jahre alt und daher den Neandertalern zuzuschreiben ist. Der Faustkeil wurde 2008 etwa 500 m östlich von Wörleschwang im Landkreis Augsburg von Franz Herzig, einem Mitarbeiter des Bayerischen Landesamts für Denkmalpflege, auf einer Hochfläche mit der Flurbezeichnung Mittelfeld entdeckt. Die Fundstelle liegt etwa 60 m über der Talsohle des Zusamtals. Mit dem Artefakt war die Anwesenheit der Neandertaler im Raum Augsburg zum ersten Mal nachweisbar, wie der Öffentlichkeit mitgeteilt wurde.
Das 11,9 cm lange, 8,3 cm breite und 4,0 cm dicke, gelbliche Gerät weist eine fettig glänzende Oberfläche auf, die mit eingewitterten Mangankrümeln übersät ist. Der Faustkeil besitzt eine umlaufend scharfe Kante. Dabei wird die asymmetrische basale Verdickung als Schlagunfall gedeutet. Dadurch bedingt ist der Faustkeil 0,5 cm dicker. Ein wichtiges Argument für den Artefaktcharakter sind, trotz der leichten Abweichung vom Idealquerschnitt, die alternierend ventral und dorsal ausgeführten Abschlagnegative, die eine zickzackförmige Kante verursachen.